# Episodi di Thunderbirds (prima stagione)
Questa è una lista degli episodi della prima stagione della serie britannica Thunderbirds prodotto da AP Filma.
| nº | Titolo originale          | Titolo italiano                      | Prima TV USA      | Prima TV Italia |
| -- | ------------------------- | ------------------------------------ | ----------------- | --------------- |
| 1  | Trapped in the Sky        | Prigionieri del cielo                | 30 settembre 1965 | 16 aprile 1974  |
| 2  | Pit of Peril              | Sidewinder S.O.S.                    | 7 ottobre 1965    |                 |
| 3  | The Perils of Penelope    | Una scoperta sensazionale            | 14 ottobre 1965   |                 |
| 4  | Terror in New York City   | Attacco dal mare                     | 21 ottobre 1965   |                 |
| 5  | Edge of Impact            | Impatto imminente                    | 28 ottobre 1965   |                 |
| 6  | Day of Disaster           | Attesa per il lancio del razzo sonda | 4 novembre 1965   |                 |
| 7  | 30 Minutes After Noon     | Un bracciale prezioso                | 11 novembre 1965  | 7 maggio 1974   |
| 8  | Desperate Intruder        | Il tesoro perduto                    | 18 novembre 1965  | 7 maggio 1974   |
| 9  | End of the Road           | Strada interrotta                    | 25 novembre 1965  |                 |
| 10 | The Uninvited             | Attacco nel deserto                  | 2 dicembre 1965   |                 |
| 11 | Sun Probe                 | Missione sole                        | 9 dicembre 1965   |                 |
| 12 | Operation Crash-Dive      | May Day! May Day!                    | 16 dicembre 1965  | 23 aprile 1974  |
| 13 | Vault of Death            | La camera blindata della morte       | 23 dicembre 1965  |                 |
| 14 | The Mighty Atom           | Nube sull'Australia                  | 30 dicembre 1965  |                 |
| 15 | City of Fire              | Un tragico incidente                 | 6 gennaio 1966    |                 |
| 16 | The Impostors             | Gli impostori                        | 6 gennaio 1966    |                 |
| 17 | The Man From MI.5         | S.O.S. Servizi Segreti Britannici    | 20 gennaio 1966   |                 |
| 18 | Cry Wolf                  | Gioco pericoloso                     | 27 gennaio 1966   |                 |
| 19 | Danger at Ocean Deep      | Pericolo in alto mare                | 3 febbraio 1966   |                 |
| 20 | Move and You're Dead      | Se ti muovi sei spacciato            | 10 febbraio 1966  |                 |
| 21 | The Duchess Assignment    | Una serata sfortunata                | 17 febbraio 1966  |                 |
| 22 | Brink of Disaster         | Una truffa ben organizzata           | 24 febbraio 1966  |                 |
| 23 | Attack of the Alligators! | L'attacco degli alligatori           | 10 marzo 1966     |                 |
| 24 | Martian Invasion          | Marziani sulla Terra                 | 17 marzo 1966     |                 |
| 25 | The Cham-Cham             | Missione in montagna                 | 24 marzo 1966     |                 |
| 26 | Security Hazard           | Una visita inaspettata               | 31 marzo 1966     |                 |

## Prigionieri del cielo
- Titolo originale: Trapped in the Sky
- Diretto da: Alan Pattillo
- Scritto da: Gerry Anderson, Sylvia Anderson

## Sidewinder S.O.S.
- Titolo originale: Pit of Peril
- Diretto da: Desmond Saunders
- Scritto da: Alan Pattillo

## Una scoperta sensazionale
- Titolo originale: The Perils of Penelope
- Diretto da: Alan Pattillo, Desmond Saunders
- Scritto da: Alan Pattillo

## Attacco dal mare
- Titolo originale: Terror in New York City
- Diretto da: David Elliott, David Lane
- Scritto da: Alan Pattillo

## Impatto imminente
- Titolo originale: Edge of Impact
- Diretto da: Desmond Saunders
- Scritto da: Donald Robertson

## Attesa per il lancio del razzo sonda
- Titolo originale: Day of Disaster
- Diretto da: David Elliott
- Scritto da: Dennis Spooner

## Un bracciale prezioso
- Titolo originale: 30 Minutes After Noon
- Diretto da: David Elliott
- Scritto da: Alan Fennell

## Il tesoro perduto
- Titolo originale: Desperate Intruder
- Diretto da: David Lane
- Scritto da: Donald Robertson

## Strada interrotta
- Titolo originale: End of the Road
- Diretto da: David Lane
- Scritto da: Dennis Spooner

## Attacco nel deserto
- Titolo originale: The Uninvited
- Diretto da: Desmond Saunders
- Scritto da: Alan Fennell

## Missione sole
- Titolo originale: Sun Probe
- Diretto da: David Lane
- Scritto da: Alan Fennell

## May Day! May Day!
- Titolo originale: Operation Crash-Dive
- Diretto da: Desmond Saunders
- Scritto da: Martin Crump

## La camera blindata della morte
- Titolo originale: Vault of Death
- Diretto da: David Elliott
- Scritto da: Dennis Spooner

## Nube sull'Australia
- Titolo originale: The Mighty Atom
- Diretto da: David Lane
- Scritto da: Dennis Spooner

## Un tragico incidente
- Titolo originale: City of Fire
- Diretto da: David Elliot
- Scritto da: Alan Fennell

## Gli impostori
- Titolo originale: The Impostors
- Diretto da: Desmond Saunders
- Scritto da: Dennis Spooner

## S.O.S. Servizi Segreti Britannici
- Titolo originale: The Man From MI.5
- Diretto da: David Lane
- Scritto da: Alan Fennell

## Gioco pericoloso
- Titolo originale: Cry Wolf
- Diretto da: David Elliott
- Scritto da: Dennis Spooner

### Trama
due bambini giocano a fare gli International Rescue e chiamano davvero la squadra che arriva per salvarli e li porta nella base per far fare loro un tour.

## Pericolo in alto mare
- Titolo originale: Danger at Ocean Deep
- Diretto da: Desmond Saunders
- Scritto da: Donald Robertson

## Se ti muovi sei spacciato
- Titolo originale: Move and You're Dead
- Diretto da: Alan Pattillo
- Scritto da: Alan Pattillo

## Una serata sfortunata
- Titolo originale: The Duchess Assignment
- Diretto da: David Elliott
- Scritto da: Martin Crump

## Una truffa ben organizzata
- Titolo originale: Brink of Disaster
- Diretto da: David Lane
- Scritto da: Alan Fennell

## L'attacco degli alligatori
- Titolo originale: Attack of the Alligators!
- Diretto da: David Lane
- Scritto da: Alan Pattillo

## Marziani sulla Terra
- Titolo originale: Martian Invasion
- Diretto da: David Elliott
- Scritto da: Alan Fennell

## Missione in montagna
- Titolo originale: The Cham-Cham
- Diretto da: Alan Pattillo
- Scritto da: Alan Pattillo

## Una visita inaspettata
- Titolo originale: Security Hazard
- Diretto da: Desmond Saunders
- Scritto da: Alan Pattillo